# Kiss (album des Wampas)
Pour les articles homonymes, voir Kiss.
Albums de Les Wampas
Chicoutimi
(1998) Never Trust a Guy Who After Having Been a punk, Is Now Playing Electro
(2003)
Kiss est le 7e album du groupe de rock français Les Wampas, paru en 2000.

## Liste des pistes
1. Intro (0:17)
2. J'ai rencontré Marilou (2:15)
3. Les boeings (3:20)
4. J'ai avalé une mouche (2:30)
5. Aubusson 99 (1:37)
6. The sun don't shine (3:43)
7. Barba à papa (2:28)
8. Tournesol (1:36)
9. Denise (my love) (2:33)
10. Les gens riches (2:53)
11. DW (3:12)
12. Rising (1:50)
13. Dauga a raison (4:12)
14. Je pleurerais quand même (2:38)
15. Comme un punk en hiver (1:21)
16. Kiss (4:45)